# Keri Wong
Keri Wong (ur. 25 grudnia 1989 w Jackson) – amerykańska tenisistka.
W przeciągu kariery zwyciężyła w siedmiu deblowych turniejach rangi ITF. 24 kwietnia 2017 roku zajmowała najwyższe miejsce w rankingu singlowym WTA Tour – 866. pozycję. Natomiast 21 kwietnia 2014 osiągnęła najwyższą pozycję w rankingu deblowym – 156. miejsce. Zadebiutowała w rozgrywkach z cyklu WTA Tour podczas turnieju w Waszyngtonie, gdzie startowała w deblu razem z Iriną Falconi. Amerykańskie tenisistki pokonały wówczas Roxanne i Sierrę Ellison, by następnie przegrać z późniejszymi triumfatorkami turnieju Shūko Aoyamą i Gabrielą Dabrowski.

## Wygrane turnieje rangi ITF
| turnieje z pulą nagród 100 000 $ |
| turnieje z pulą nagród 75 000 $  |
| turnieje z pulą nagród 50 000 $  |
| turnieje z pulą nagród 25 000 $  |
| turnieje z pulą nagród 15 000 $  |
| turnieje z pulą nagród 10 000 $  |

### Gra podwójna
|    | Data       | Turniej            | Naw.    | Partnerka                    | Przeciwniczki                    | Wynik          |
| 1. | 04/05/2013 | Caracas            | Twarda  | María Fernanda Álvarez Terán | Naomi Totka Karina Venditti      | 6:1, 6:2       |
| 2. | 19/05/2013 | Landisville        | Twarda  | María Fernanda Álvarez Terán | Brooke Austin Brooke Rischbieth  | 2:6, 6:4, 10–5 |
| 3. | 09/06/2013 | Las Cruces         | Twarda  | María Fernanda Álvarez Terán | Anamika Bhargava Mayo Hibi       | 6:2, 6:2       |
| 4. | 12/04/2014 | Pelham             | Ceglana | Danielle Lao                 | Dia Ewtimowa Iłona Kremień       | 1:6, 6:4, 10–7 |
| 5. | 28/09/2014 | Amelia Island      | Ceglana | María Fernanda Álvarez Terán | Sophie Chang Andie Daniell       | 7:6(6), 7:6(4) |
| 6. | 04/10/2014 | Hilton Head Island | Ceglana | María Fernanda Álvarez Terán | Emily Harman Madeleine Kobelt    | 6:1, 7:6(5)    |
| 7. | 25/10/2015 | Florence           | Ceglana | Ema Burgić Bucko             | Diāna Marcinkēviča Chiara Scholl | 7:6(6), 6:1    |